# Лі Тін
Лі Тін (кит.: 李婷) — китайська тенісистка, олімпійська чемпіонка. 
Золоту олімпійську медаль та звання олімпійської чемпіонки Лі виборола на Афінській олімпіаді 2004 року в змаганні жіночих пар разом із Сунь Тяньтянь.

## Значні фінали

### Олімпіади

#### Парний розряд: 1 золота медаль
| Результат | Турнір     | Дисципліна    | Поверхня | Партнерка     | Супротивниці                             | Рахунок  |
| --------- | ---------- | ------------- | -------- | ------------- | ---------------------------------------- | -------- |
| Золото    | Афіни 2004 | парний розряд | Хард     | Сунь Тяньтянь | Кончіта Мартінес Вірхінія Руано Паскуаль | 6–3, 6–3 |

## Фінали турнірів WTA

### Парний розряд: 13 (9 титулів, 4 поразки)
| Легенда          |
| ---------------- |
| Grand Slam (0/0) |
| Tier I (0/0)     |
| Tier II (0/1)    |
| Tier III (4/0)   |
| Tier IV (5/3)    |

| Результат | Ранг | Дата     | Турнір                                    | Покриття  | Партнер       | Опоненти                            | Рахунок          |
| --------- | ---- | -------- | ----------------------------------------- | --------- | ------------- | ----------------------------------- | ---------------- |
| Перемога  | 1.   | Чер 2000 | Tashkent Open, Узбекистан                 | Тверде    | Лі На         | Ірода Туляганова Ганна Запорожанова | 3–6, 6–2, 6–4    |
| Перемога  | 2.   | Чер 2003 | Gastein Ladies, Австрія                   | Ґрунт     | Сунь Тяньтянь | Янь Цзи Чжен Цзє                    | 6–3, 6–4         |
| Поразка   | 1.   | Жов 2003 | Tashkent Open, Узбекистан                 | Тверде    | Сунь Тяньтянь | Юлія Бейгельзимер Тетяна Пучек      | 3–6, 6–7(0)      |
| Перемога  | 3.   | Лис 2003 | Tournoi de Québec, Канада                 | Тверде(i) | Сунь Тяньтянь | Ельс Калленс Мейлен Ту              | 6–3, 6–3         |
| Перемога  | 4.   | Лис 2003 | Pattaya Women's Open, Таїланд             | Тверде    | Сунь Тяньтянь | Вінне Пракуся Анжелік Віджайя       | 6–4, 6–3         |
| Поразка   | 2.   | Лют 2004 | Bangalore Open, Індія                     | Тверде    | Сунь Тяньтянь | Лізель Губер Саня Мірза             | 6–7(1), 4–6      |
| Перемога  | 5.   | Жов 2004 | Guangzhou International Women's Open, КНР | Тверде    | Сунь Тяньтянь | Ян Шуцзін Юй Їн                     | 6–4, 6–1         |
| Поразка   | 3.   | Лют 2005 | Bangalore Open, Індія                     | Тверде    | Сунь Тяньтянь | Yan Zi Чжен Цзє                     | 4–6, 1–6         |
| Перемога  | 6.   | Тра 2005 | Estoril Open, Португалія                  | Ґрунт     | Сунь Тяньтянь | Міхаелла Крайчек Генрієта Надьова   | 6–3, 6–1         |
| Перемога  | 7.   | Лют 2006 | Pattaya Women's Open, Таїланд             | Тверде    | Сунь Тяньтянь | Yan Zi Чжен Цзє                     | 3–6, 6–1, 7–6(5) |
| Поразка   | 4.   | Бер 2006 | Qatar Ladies Open, Катар                  | Тверде    | Сунь Тяньтянь | Даніела Гантухова Суґіяма Ай        | 4–6, 4–6         |
| Перемога  | 8.   | Тра 2006 | Estoril Open, Португалія                  | Ґрунт     | Сунь Тяньтянь | Хісела Дулко Марія Санчес Лоренсо   | 6–2, 6–2         |
| Перемога  | 9.   | Жов 2006 | Guangzhou International Women's Open, КНР | Тверде    | Сунь Тяньтянь | Ваня Кінг Єлена Костанич-Тошич      | 6–4, 2–6, 7–5    |

## Зовнішні посилання
- Досьє на сайті Жіночої тенісної асоціації [Архівовано 4 червня 2018 у Wayback Machine.]

## Виноски
1. ↑  Player Profile // WTA website

| Тенісист | Це незавершена стаття про тенісиста чи тенісистку. Ви можете допомогти проєкту, виправивши або дописавши її. |